# Riserva naturale Pian Gembro
La riserva naturale Pian Gembro è un'area naturale protetta del comune di Villa di Tirano (Sondrio), situata a circa 1350 m s.l.m. ed è caratterizzato dalla presenza di torba.

## Storia
Formatasi circa 10.000 anni fa, anticamente vi era un lago che grazie a fenomeni naturali si è parzialmente occluso. Nel 1988 nasce la riserva naturale.

## Flora e fauna
Al suo interno si ritrovano Phragmites australis (cannuccia di palude).